# تكيد
تقيّد أو تكيد أو تجيد منطقة عراقية في ناحية بصية في قضاء السلمان بمحافظة المثنى بالبادية العراقية جنوب العراق، فيها بئر واحدة ماؤها عذب غزير جداً، يكاد يصل عمقها 500 متر، وبين بصية وتكيد طريق طوله 75 كيلومتراً ينطلق من بصية إلى جدعة ثم الشيحات ثم عادن ثم تكيد. وتقيد من موارد فرقة الذرعان من عشيرة الظفير العراقية.